# Joaquín de Achával
Joaquín de Achával fue un comerciante y funcionario argentino, primer jefe de la Policía de la ciudad y de la provincia de Buenos Aires.

## Biografía
Joaquín de Achával nació en Charcas el 13 de febrero de 1795, hijo de Domingo Antonio de Achával y de María Josefa Barrón.
Tras establecerse su familia en Buenos Aires siendo muy pequeño, Joaquín siguió allí sus estudios, cursando filosofía en el Real Colegio de San Carlos con el Dr.Narciso Agote entre 1807 y 1809.
Se dedicó posteriormente al comercio con sumo éxito. En 1819 fue elegido Regidor del Cabildo de Buenos Aires y en 1821 nuevamente Regidor y Diputado de Policía. 
Por ley del 24 de diciembre de 1821 se abolió la institución del Cabildo pero al inicio del nuevo año Achaval fue nombrado por el gobierno de Martín Rodríguez como primer Jefe de Policía.
Durante su período en el cargo creó los cuerpos de "celadores de policía" que atendían los trabajos de obras públicas con los presos y de "serenos", organizado años más tarde para suplir a las rondas o patrullas de vecinos que se encargaban de esa función. 

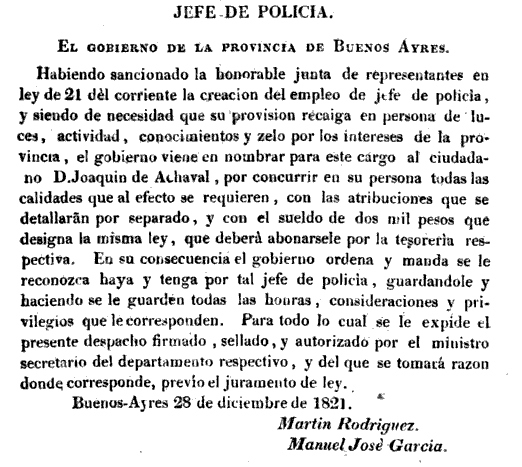
Nombramiento de Joaquín de Achával como primer jefe de la policía.

También dictó reglamentos definiendo las facultades de los comisarios de la ciudad y la campaña y reglando las funciones teatrales, el juego y los esparcimientos públicos, además de disponer numerosas medidas tendientes a la realización de obras de arreglo de calles y de alumbrado.
Por oficio del 15 de febrero de 1822 Joaquín de Achaval solicitó la aprobación de un sello para uso de la institución, adoptándose el modelo por él propuesto, de bronce, de forma circular con 32 mm de diámetro y la leyenda "Policía de Buenos Aires". En el campo había un dibujo simbólico de la ciudad y a la izquierda la figura de un gallo, primera vez que aparece en el país esa alegoría de la vigilancia. 
Durante la Revolución de Tagle, algunos implicados pertenecientes a la plebe urbana argumentaron que el motín era para defender la religión y "contra el xefe de policía porque era un paisano muy déspota".
Poco después y tras insistir en tres ocasiones, el 26 de marzo de 1823 Bernardino Rivadavia aceptó su renuncia al cargo, afirmando que era un magistrado íntegro, consagrado sin reservas al servicio de su país y que daba un ejemplo de patriotismo "demasiado raro todavía y demasiado necesario en esta Provincia".
Tras dejar la función pública, se dedicó a sus negocios y viajó a las provincias del norte del país donde conservaba intereses comerciales. Mantuvo durante su vida correspondencia habitual con el deán Gregorio Funes, Félix Frías, Manuel Belgrano y José María Paz.
En 1836 fue designado Prior del Tribunal de Comercio, cargo que ocupó hasta 1838. 
Viajó después a Europa y después de su regreso falleció en Buenos Aires el 31 de julio de 1844.
Estaba casado con Josefa Catalina Gonçalvez, con quien tuvo ocho hijos, María Benjamina, Camila (1815), José Víctor (1818), Carlos Federico (1819), Carolina (1821), Nicanor (1822), Irene (1823) y Mercedes Achával Gonçalves (1824).
Su retrato al óleo se exhibe en el Departamento de Policía.